# 媒體人類學
媒體人類學(英語：anthropology of media），亦稱大眾傳媒人類學（anthropology of mass media），是社會人類學或文化人類學的一門研究領域，強調民族誌做為一種理解大眾媒體的生產者、閱聽者及其他文化社會面向的研究方法。

## 方法論
使用質性研究法，特別是民族誌，使得媒體人類學有別於其他研究大眾媒體的學科。在媒體研究中，媒體民族誌已逐漸引起學者的研究興趣。然而這些研究往往並未依循人類學的民族誌研究法，像是參與觀察及長期田野工作。這些差異意味著對於媒體感興趣的人類學家，將他們自己視為一個人類學分支，有別於在媒體研究與文化研究中的民族誌研究取向。

## 外部連結
- Open Directory Project (ODP) entry on the Anthropology of Media （页面存档备份，存于）
- 歐洲社會人類學會(European Association of Social Anthropologists)媒體人類學網 （页面存档备份，存于）
- 英國倫敦大學亞非學院媒體人類學課程
- 美國紐約大學人類學系文化與媒體課程（页面存档备份，存于）